# Isaac Stern
Isaac Stern (Kremenets, Ucrania, 21 de julio de 1920-Nueva York, 22 de septiembre de 2001) fue un violinista de origen judío, nacionalizado estadounidense, considerado como uno de los mejores violinistas del siglo XX.

## Biografía

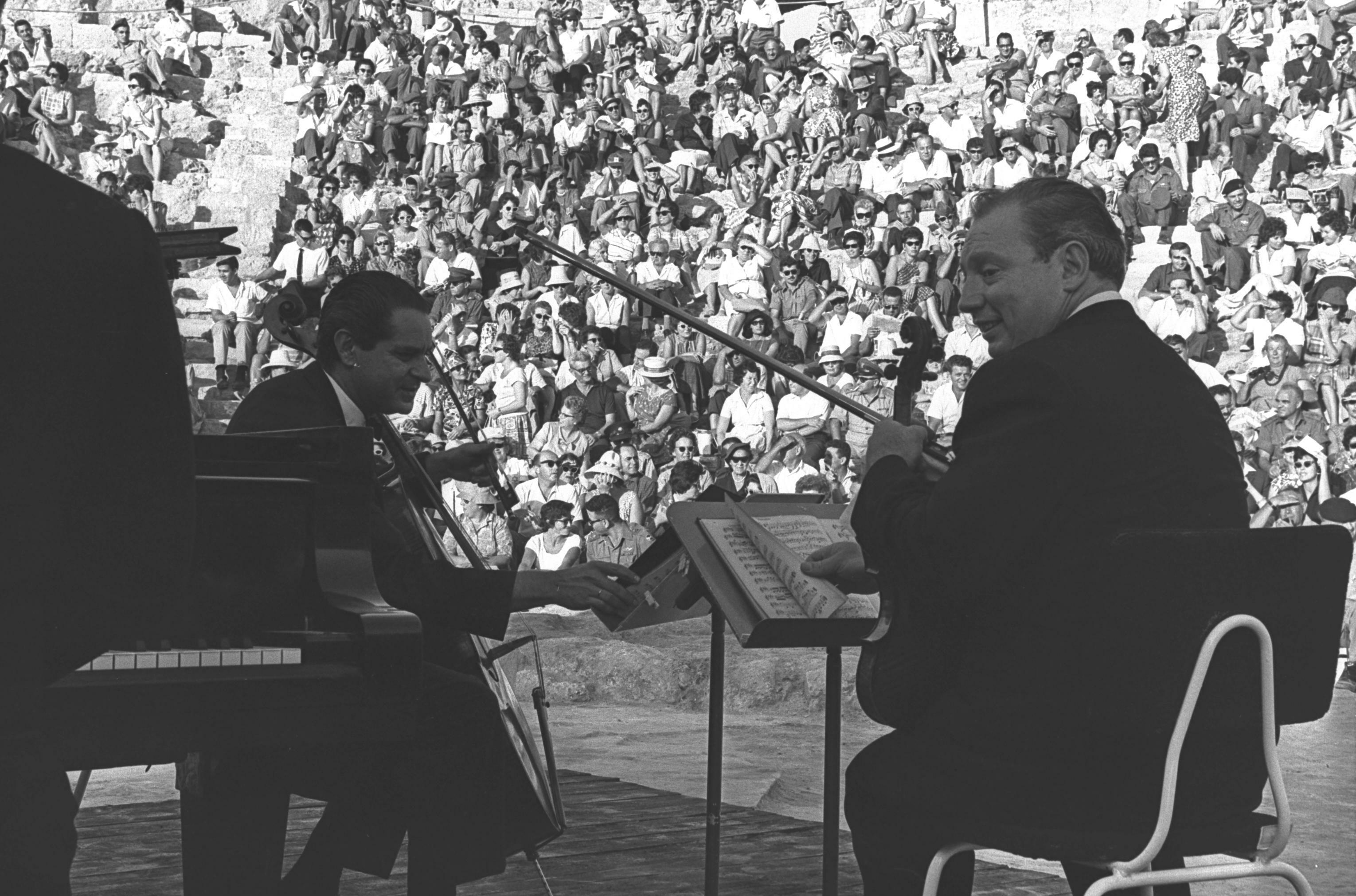
El pianista Eugene Istomin (1925 - 2003), Leonard Rose e Isaac Stern.

Se trasladó con su familia de origen judío a San Francisco cuando tenía un año. Recibió sus primeras lecciones de música de su madre, ingresando al Conservatorio de San Francisco a una edad muy temprana en 1928. Ahí estudió violín. Estuvo orgulloso de haber sido estudiante de Nahum Blinder.
Debutó en público el 18 de febrero de 1936, tocando el Concierto para violín Nº 3 de Camille Saint-Saëns con la Orquesta Sinfónica de San Francisco dirigida por Pierre Monteux.
En 1940, Stern empezó a actuar con el pianista de origen ruso Alexander Zakin, colaborando hasta 1977. Stern sirvió como consultor musical para la película, Humoresque, de 1946 sobre el ascenso a la fama de un violinista, protagonizada por John Garfield y Joan Crawford. 
En 1979 el gobierno de la República Popular de China lo invitó a una gira para que enseñara, y el filme que resultó de esto, From Mao to Mozart (De Mao a Mozart), del productor y director Murray Lerner, ganó el Oscar de 1980 a Mejor Documental. 
Stern fue famoso por sus grandes grabaciones, y por apadrinar a jóvenes talentos (entre sus descubrimientos estaban Yo-Yo Ma, Itzhak Perlman y Pinchas Zukerman). También destacó por salvar el Carnegie Hall en 1960.
Stern grabó entre otras obras los conciertos de Brahms, Bach, Beethoven y Mendelssohn, y trabajos más modernos de Samuel Barber, Béla Bartók, Ígor Stravinski y Leonard Bernstein. También dobló a varios actores que aparentaban estar tocando el violín en filmes, un ejemplo de esto es El violinista en el tejado, donde es responsable del violín solista en la partitura adaptada y dirigida por John Williams, compositor con quien trabajarían posteriormente los estudiantes de Stern Itzhak Perlman y Yo-Yo Ma. En 1999 aparece en la  película Música del corazón, junto con Itzhak Perlman y muchos otros famosos violinistas, con una orquesta de jóvenes dirigida por Meryl Streep (la película estuvo basada en la historia real de un profesor de violín en Harlem que consiguió hacer que sus alumnos pudiesen tocar un concierto en el Carnegie Hall).
Stern fue un músico con más de 200 obras de repertorio de 63 compositores registradas en más de cien discos. Para la casa discográfica CBS Masterworks/Sony Classical, grabó en exclusiva desde 1945. En 1985 fue honrado por la CBS con el título de Artista Laureado, el primero en la historia de la compañía. Las grabaciones de Isaac Stern de los cuartetos con piano de Brahms con Emanuel Ax, Jaime Laredo y Yo-Yo Ma en compacto y vídeo ganaron en 1991 el Premio "Gramophone" a la Mejor grabación de música de cámara del año. También entre sus últimas grabaciones se pueden destacar la serie dedicada a las Sonatas para violín de Mozart, junto con el pianista Yefim Bronfman. Ganó Grammys para su trabajo con Eugene Istomin y Leonard Rose con su trío de música de cámara en los años 60 y 70, mientras también continuó su dúo con Alexander Zakin. Stern grabó una serie de cuartetos de piano en los años 80 y 90 con Emanuel Ax, Jaime Laredo y Yo-Yo Ma, incluyendo los de Mozart, Beethoven, Schumann y Fauré, ganando otro Grammy en 1992 para los cuartetos de Brahms Op. 25 y 26.
En 1995, coincidiendo con su 75 aniversario, se publicó una edición bastante completa de sus grabaciones, (de las que había grabado varias veces solo se incluía una versión). En ella habría que destacar sobre todo su apoyo a la música de su tiempo: el concierto de Stravinsky dirigido por el compositor y muchas obras encargadas y estrenadas por él: el Concierto de Barber (dirigido por Bernstein), la Serenata para violín y orquesta del propio Bernstein (basada en El Banquete de Platón), y conciertos de Penderecki (el 1.º), Rochberg, Dutilleux (El árbol de los sueños) y Maxwell-Davies. También se podían escuchar obras muy infrecuentes, como la Sonata para violín y piano n.º 3 de Enescu, la de Hindemith, la de Copland (con el autor al piano), la de Bloch o la suite Baal Shem de este último autor.
Respecto al gran repertorio sus grabaciones de conciertos célebres para violín y orquesta, dirigido por Bernstein y Ormandy son muy buenas, aunque no se consideren de referencia. Algo parecido ocurre con sus grabaciones de sonatas para violín y piano con su acompañante habitual durante tantos años, Alexander Zakin, o de la música de cámara para trío con el conjunto estable que formó Stern con el pianista Eugene Istomin y el violonchelista Leonard Rose. De todo ese legado, lo más destacable puede ser el concierto de Mendelssohn dirigido por Ormandy, el de Chaikovski en la apasionada grabación que hizo dirigida por Rostropovich, el Mozart dirigido por Barenboim (Concertone para 2 violines y la Sinfonía Concertante para violín y viola K 364) y, pasando a la música de cámara, del trío Stern-Istomin-Rose los 2 Tríos de Mendelssohn y los Tríos y cuartetos con piano de Brahms. Aparte de la edición Stern, hay que destacar en la música de cámara el Divertimento-Trío para cuerdas K 563, de Mozart con Zukerman y Rose. En todas se puede apreciar su personal e inimitable estilo de interpretación, siempre apasionado pero de una gran perfección formal.
El crítico Javier Portales dice de su forma de tocar: "En primer lugar hay que decir que, lo que nos envía mediante su música, nos llega con una claridad extremadamente diáfana. El oyente no necesita esfuerzo para entender lo que explica. Stern es, en primer lugar, un comunicador nato. También exhibió en sus grabaciones una pedagogía específica que enseña con solo escucharlo. Lo difícil lo hace fácil y simple. Para entenderlo mejor, construiremos un símil con alguien que nos hace la magia y además nos enseña el truco. Lo asombroso es que, aun conociendo el truco, su magia es inimitable. ¿Su secreto?, decía: "El violín es la continuación de la voz", "Canta en el interior y toca lo que escuches"."
Isaac Stern declaró en una ocasión que "Ninguna sociedad puede llamarse civilizada sin cuidar de las artes, no como un adorno ocasional, sino como una necesidad básica". En su autobiografía escrita con la ayuda de Chaim Potok, Mis Primeros 79 Años, Stern citó a Nathan Milstein y Arthur Grumiaux como las influencias más importantes en su estilo de interpretación.
Recibió multitud de premios y distinciones entre los que se pueden citar el primer Albert Schweitzer Award (1974), el Kennedy Center Honors Award (1984), el Lifetime Achievement Grammy (1987), el Emmy para la Outstanding Individual Classical Music Performance (1987), la Orden de Dannebrog de Dinamarca (1985), el Premio Wolf de Israel (1987), la Legión de Honor de Francia (1990) y en el año 2000 recibió el Polar Music Prize, concedido por la Real Academia de Suecia de Música.

## Isaac Stern Auditorium
En los años 60 organizó un comité ciudadano para salvar de la demolición al Carnegie Hall y sus actuaciones fructificaron en la compra de la sala de conciertos por la Ciudad de Nueva York. En 1997 en reconocimiento a su carrera artística las autoridades de Carnegie Hall bautizaron en su honor el auditorio principal de 2,804 butacas y cinco niveles con el nombre del virtuoso violinista.

## Instrumentos

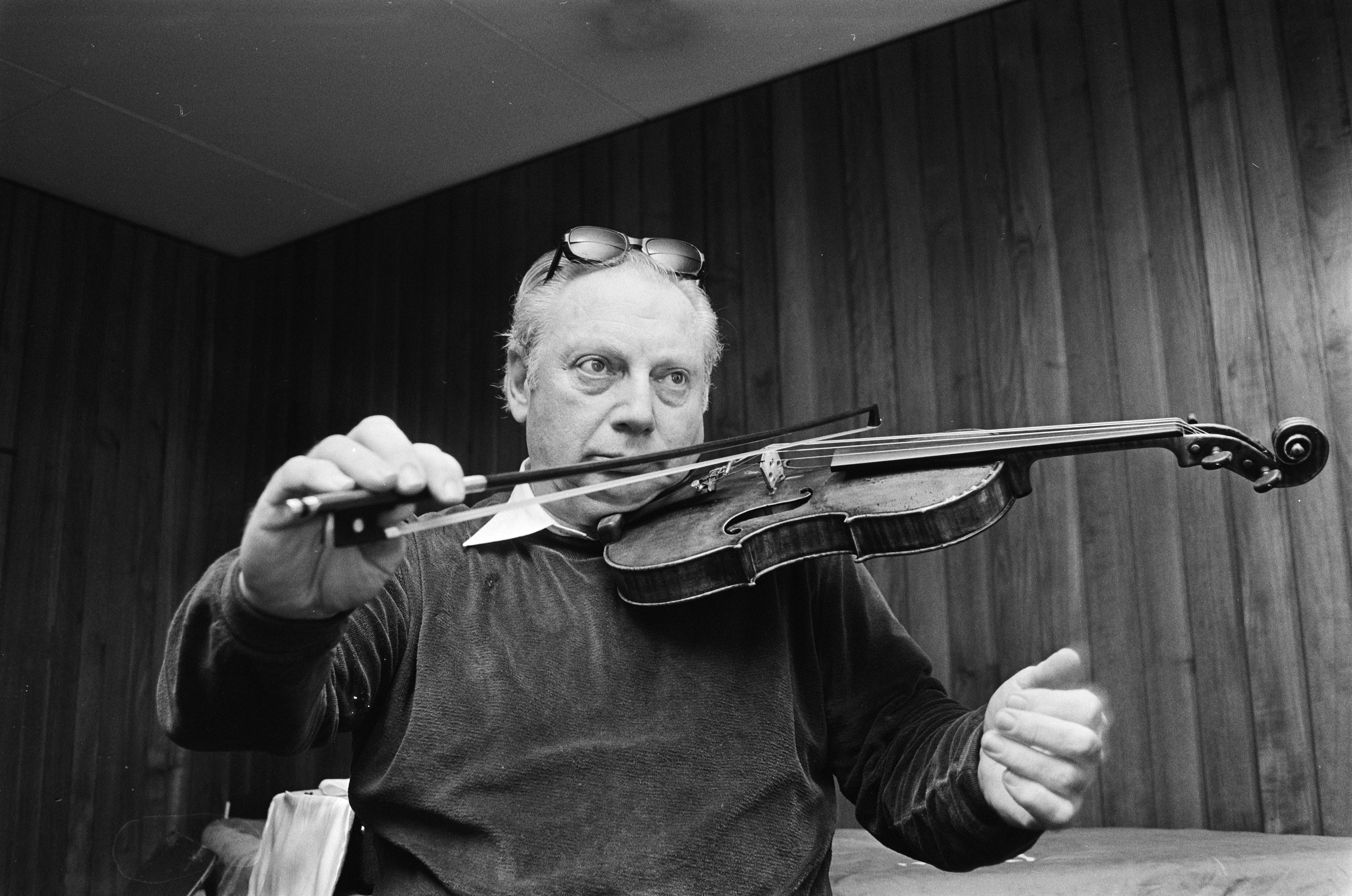
Isaac Stern actuó junto a la Orquesta Filarmónica de Rotterdam y habló con una mano

El instrumento favorito de Stern era el Ysaÿe Guarnerius, uno de los violines producidos por el lutier cremonense Giuseppe Guarneri del Gesù. Anteriormente había sido tocado por el violinista virtuoso y compositor Eugène Ysaÿe.
Entre otros instrumentos, Stern tocó el "Kruse-Vormbaum" Stradivarius (1728), el "ex-Stern" Bergonzi (1733), el "Stern-Alard" Guarneri del Gesù (1737), un Michele Angelo Bergonzi (1739–1757), el "Arma Senkrah" Guadagnini (1750), un Giovanni Guadagnini (1754), un J. B. Vuillaume copia del "Panette" Guarneri del Gesu de 1737 (c.1850), y el "ex-Nicolas I" J.B. Vuillaume (1840). También poseyó dos instrumentos contemporáneos de Samuel Zygmuntowicz.
En 2001 su colección de instrumentos y arcos fue puesta a la venta a través de Tarisio Subastas. En mayo de 2003 alcanzó el segundo puesto de las subastas de violines hasta la fecha con un valor por encima de los 3,3 millones de dólares.

## Discografía
- 1944

Brahms: String Sextet No. 1 (with Alexander Schneider, Milton Katims, Milton Thomas, Pablo Casals and Madeleine Foley)
- 1944

Brahms: Trio for Piano, Violin and Cello No. 1 in B Major, op. 8 (with Myra Hess and Pablo Casals)
- 1952

Bach: Partitia in E Minor & G Minor for Violin and Piano, Sonata No.3 in E Major for Violin and Piano (with Alexander Zakin)
- 1957

Wieniawski: Violin Concerto No. 2 in D Minor, op. 22 (with Philadelphia Orchestra; conductor: Eugene Ormandy)
- 1958

Chaikovski: Violin Concerto in D Major op. 35 (with Philadelphia Orchestra; conductor: Eugene Ormandy)
Mendelssohn: Violin Concerto in e minor op. 64 (with Philadelphia Orchestra; conductor: Eugene Ormandy)
- 1959

Saint-Saens: Introduction & Rondo Capriccioso op. 28 (with Philadelphia Orchestra; conductor: Eugene Ormandy)
- 1983

Bach, Vivaldi: Concertos for 2 Violins
Isaac Stern: 60th Anniversary Celebration
Mendelssohn: Violin Concerto; Beethoven: Romances in G & F Major
Haydn: London Trios
- 1985

An Isaac Stern Vivaldi Gala
- 1986

Chaikovski, Mendelssohn: Violin Concertos
- 1987

Dutilleux: L'Arbre des Songes (Concerto pour Violin et Orchestre) & Maxwell Davies: Concerto for Violin and Orchestra
Celebration
Bach: Double Concerto; Violin Concertos Nos.1 & 2
Beethoven: Violin Concerto
Mozart: The Flute Quartets
Bach: Concertos for Violin, BWV 1041–43 & 1060
- 1988

Shostakovich: Piano Trio No.2; Cello Sonata
Brahms: Concerto for Violin, Cello and Orchestra in A Minor, Op. 102 & Piano Quartet No. 3 in C Minor, Op. 60
Prokófiev: Violin Concertos No. 1 & 2
Brahms: Violin Concerto
- 1989

The Japanese Album
Music, My Love
Prokófiev: Concertos No. 1 & 2 for Violin and Orchestra
Mozart: Violin Concertos Nos.4 & 5
- 1990

Brahms, Mendelssohn, Schubert: Trios
Brahms: The Piano Quartets
Rameau: Pieces de clavecin en concerts
Lalo, Bruch, Wenianski, others: Violin Concertos
Bach, Mozart, Brahms, others: Violin Concertos
Mozart, Telemann, J.C. Bach, Reicha: Trios, Quartets
Schubert: Violin Sonatas
Humoresque: Favorite Violin Encores
- 1991

Beethoven: Piano Concerto No.5 "Emperor"; Triple Concerto
Beethoven: Complete Trios
Concert of the Century: Celebrating the 85th Anniversary of Carnegie Hall
Dvorák: Cello Concerto; Violin Concerto
Webern: Complete Works, Op. 1 – Op. 31
- 1992

Brahms: Sextets; more
- 1993

Chaikovski: Concerto for Violin and Orchestra & Serenade for Strings
Fauré: Piano Quartets
- 1994

Greatest Hits: Violin
The House of Magical Sounds
Greatest Hits: Schubert
Greatest Hits: Brahms
Beethoven, Schumann: Piano Quartets
Mozart: Sonatas for Violin and Piano, K. 454, 296 & 526
Beethoven: Piano Trios "Ghost" & "Archduke"
Bach: Violin Concerto, BWV 1041; Piano Concerto, BWV 1056; Brandenburg Concerto No.5; more
Mozart: Sinfonia Concertante; Violin Concerto No.5
Brahms: Sextet in B-flat major, Op. 18 & Piano Trio No. 1 in B major, Op. 8
Schubert: Quintet in C major, D956 & Symphony No. 5 in B-flat major, D485
- 1995

Isaac Stern Presents Encores with Orchestra
Telemann, Bach Family: Trio Sonatas
Mendelssohn: Piano Trios 1 & 2
Brahms: Piano Trios, Piano Quartets
A Life in Music, Vol.3: Bach, Beethoven, Brahms, Mozart, more
Beethoven: Piano Trios "Ghost" & "Archduke"; Variations
Schubert, Haydn: Piano Trios; Mozart: Piano Quartet
Bartók: Violin Concertos
Bernstein/Dutilleux: Violin Concertos
Berg: Violin Concerto; Kammerkonzert
Prokófiev/Bartók: Violin Concertos; Rhapsody No.1
Stravinsky/Rochberg: Violin Concertos
Barber/Maxwell Davies: Violin Concertos
Hindemith/Penderecki: Violin Concertos
Berg: Piano Sonata; Krenek: Piano Sonata N.º 3; Webern: Piano Variations; Debussy, Ravel: works
A Life in Music, Vol. 1: Beethoven, Brahms, Mendelssohn, Sibelius, more
Mozart: Haffner Serenade
Mozart: Sonatas for Violin and Piano, Vol. II
Beethoven, Brahms: Violin Concertos
Chaikovski/Sibelius: Violin Concertos
Bach: Violin Concertos; Double Concerto; more
Vivaldi: The Four Seasons; Concertos
Mozart: Violin Concertos Nos.1–5; Sinfonia concertante; more
Wieniawski/Bruch/Chaikovski: Violin Concertos
Mendelssohn/Dvorák: Violin Concertos
- 1996

More Mozart's Greatest Hits
Mozart: Violin Sonatas, Vol. III
Schubert and Boccherini String Quintets
A Life in Music, Vol.4: Bach, Bartók, Beethoven, Copland, Schubert, more
Prokófiev: Violin Sonatas
Bartók: Violin Sonatas; Webern: Four Pieces for Violin and Piano
Beethoven: Violin Sonatas
J.S. & C.P.E. Bach, Handel, Tartini: Violin Sonatas
Hindemith/Bloch/Copland: Violin Sonatas
Schubert: Sonatinas Nos.1–3; Rondeau Brillant; Grand Duo Sonata
Franck/Debussy/Enesco: Violin Sonatas
Brahms: Violin Sonatas No. 1-3
Isaac Stern Presents Encores with Violin & Piano
- 1997

Barber: Adagio for Strings / Schuman – In Praise of Shahn etc.
Bartók Sonatas for Violin and Piano
Mozart: The Piano Quartets
- 1998

Isaac Stern Plays Mozart, Beethoven, Haydn
Beethoven: Violin Concerto in D
Bernstein: The Age of Anxiety; Foss: Serenade
Bach, Vivaldi: Concertos
Caprice Viennois: Music of Kreisler
- 1999

My First 79 Years
Chaikovski, Mendelssohn: Violin Concertos
- 2000

Dvorák: Piano Quartet No.2, Sonatina in G, Romantic Pieces
Vivaldi: The Four Seasons; Concertos for Two Violins